# ISO 639-3
ISO 639-3, intitulée « Codes pour la représentation des noms de langues - Partie 3 : Code alpha-3 pour un traitement exhaustif des langues », est une partie de la norme ISO 639, elle a été publiée en 2007. Elle définit une codification des noms de langues, avec un niveau de détail linguistique fin. En effet, elle utilise 8 140 codes (au 5 mai 2015, sur les 17 576 possibilités du code alphanumérique à 3 lettres). Son objectif est de « couvrir une liste de langues aussi complète que possible, incluant les langues vivantes, mortes et anciennes ».
La conjonction de coordination « et » étant ici employée dans son sens premier pour « relier, sans nuance spéciale » et les langues vivantes anciennes et les langues anciennes mortes.

## Rédaction de la norme
SIL International est l’auteur principal de l’ISO 639-3 et s’est largement appuyé sur les données en provenance de la base de données Ethnologue pour codifier des centaines de langues auparavant non codées. Toutefois, les codes Ethnologue (trois caractères indiqués en majuscules jusque dans sa 15e édition) n’ont pas été tous retenus, car certains étaient en conflit avec des codes ISO 639-2 existants. Depuis la publication de la norme ISO 639-3, Ethnologue a modifié sa base de données et n’utilise plus que les codes ISO 639-3 (en minuscules) : ses anciens codes, auparavant utilisés aussi par SIL, ne doivent plus être utilisés car Ethnologue ne les gère plus.
SIL International est l'actuel organisme d'enregistrement pour l'ISO 639-3. La publication initiale s'est faite sous la responsabilité directe du comité technique TC 37/SC 2 (intitulé « Méthodes de travail terminographiques et lexicographiques »).

## Évolutions de la norme
Certains codes sont devenus obsolètes au fil du temps, parce qu'il a été reconnu que la langue associée n'existe en fait pas, qu'elle est en fait la même qu'une autre, qu'elle est trop similaire à une autre pour avoir son propre code ou qu'elle regroupe en fait plusieurs langues individuelles distinctes. Le code fri a quant à lui été modifié en fry pour s'aligner avec la norme ISO 639-2.

## Classification des codes
Les codes ISO 639-3 sont classés dans deux catégories : l'« étendue » et le « type ».

### Étendue
Il n'y a que deux étendues possibles pour la majorité des codes ISO 639-3 : soit « langue individuelle », soit « macro-langue ». Les dialectes sont considérés comme des langues individuelles et les langues collectives, ou plutôt les collections de langues, ne sont reconnues que par les codes 639-2/639-5. Une partie des codes est aussi réservée pour un usage local par le SIL et trois codes s'appliquent à des situations particulières.
- Langue individuelle : cette dénomination désigne une langue distincte des autres. Trois critères permettent de définir cela :
  - Deux variantes d'une langue sont considérées comme une seule langue si les locuteurs de chaque variété peuvent comprendre ceux de l'autre variété à un niveau fonctionnel.
  - Également, même si l'intelligibilité entre deux variantes est marginale, l'existence d'une littérature commune ou d'une identité ethnolinguistique commune, avec une variante centrale qui peut être comprise par les deux, indique qu'elles devraient néanmoins être considérées comme une même langue.
  - Mais même s'il y a suffisamment d'intelligibilité entre les variantes pour permettre la communication, l'existence d'identités ethnolinguistiques distinctes bien établies est un indicateur fort qu'elles devraient être considérées comme des langues différentes.
- Macro-langue : cette dénomination désigne une langue-toit qui est utilisée par les locuteurs de ses variantes pour communiquer à une plus grande échelle, comme l'arabe ou le chinois qui a une écriture commune à de multiples langues chinoises.
- Réservé pour usage local : les identifiants qaa à qtz sont réservés pour être utilisés dans les cas où il n'y a pas le code existant dans la norme ISO 639 appropriée.
- Situations particulières :
  - mis (langues sans code) : utilisé pour les langues qui n'ont pas (encore) été incluses dans la norme ISO.
  - mul (plusieurs langues) : utilisé lorsque de nombreuses langues sont décrites et qu'il n'est pas pratique de spécifier tous les codes linguistiques appropriés.
  - und (non déterminé) : utilisé lorsqu'une ou plusieurs langues doivent être indiquées, mais ne peuvent pas être identifiées.
  - zxx (pas contenu linguistique) : utilisé lorsqu'un identifiant de langue est requis, mais que l'élément décrit n'a pas réellement de contenu linguistique.

### Type
Les langues sont identifiées comme faisant partie d'un des cinq types suivants :
- Langue vivante : langue parlée par des personnes encore vivantes qui l'ont apprise comme langue maternelle. Le critère pour leur distinction est l'intelligibilité mutuelle.
- Langue éteinte : langue disparue relativement récemment (dans les quelques derniers siècles). Même critères de distinction que pour les langues vivantes.
- Langue ancienne : langue disparue depuis longtemps (il y a plus d'un millénaire). L'intelligibilité mutuelle serait un bon critère de distinction lorsque applicable, mais comme ce n'est pas toujours possible, des identifiants différents sont affectés aux langues anciennes ayant une littérature traitée en science comme distincte. Afin de recevoir un code ISO 639-3, la langue doit avoir une littérature attestée ou être bien documentée comme langue parlée par une communauté particulière à une époque historique donnée. Les proto-langues reconstruites par la linguistique comparative n'entrent pas dans ces critères.
- Langue historique : langue d'une époque historique révolue mais ayant des continuations modernes directes, suffisamment différentes pour que le stade antérieur soit reconnu comme distinct (par exemple, l'ancien français et le moyen français). Ici aussi, le critère est que la langue possède une littérature traitée en science comme distincte.
- Langue construite : langue artificielle, ayant une littérature et conçue pour la communication humaine. Les langages de programmation informatique sont spécifiquement exclus.